# Rolf-Göran Bengtsson

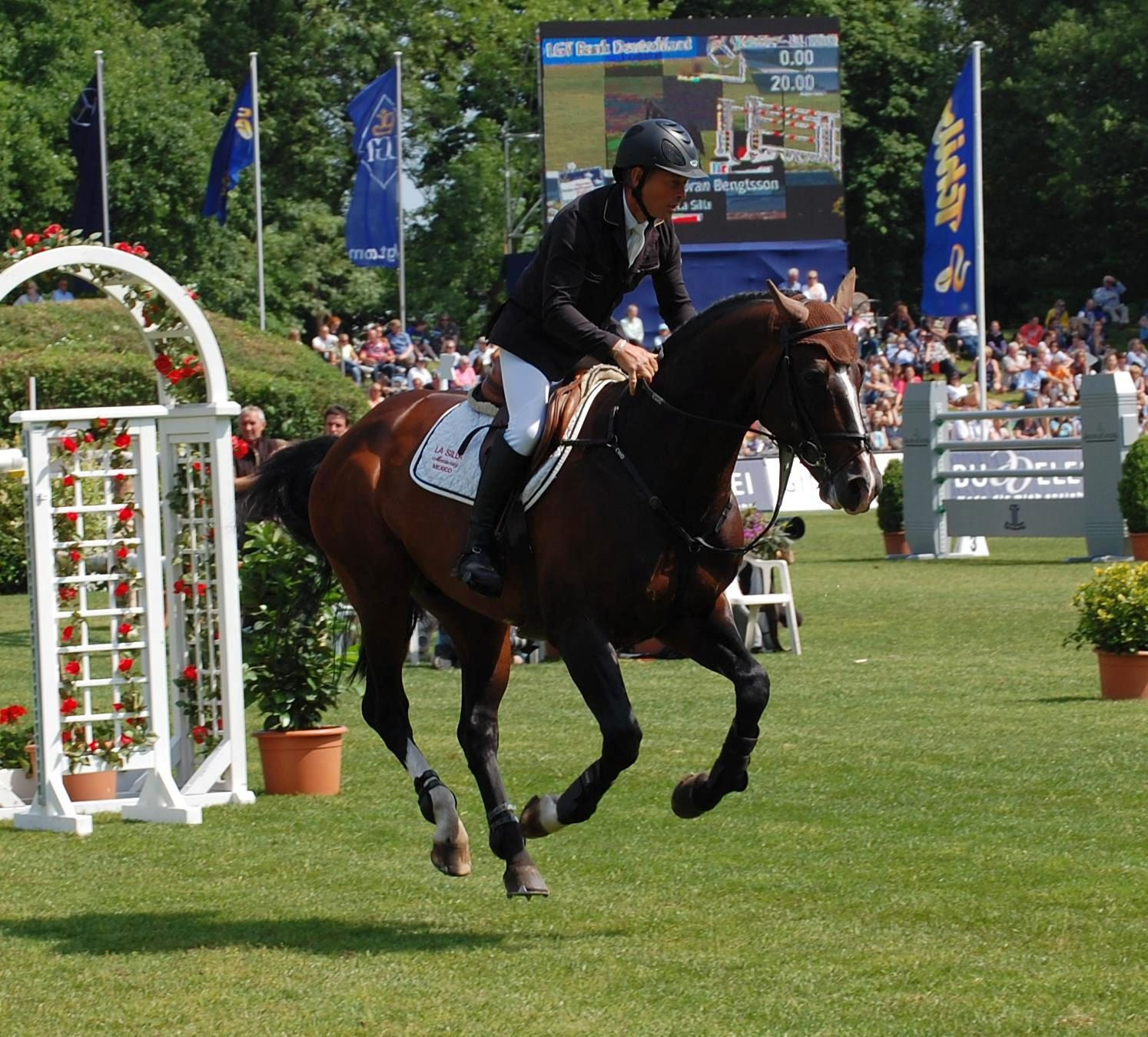
Rolf-Göran Bengtsson med Casall, CSI 5* Hamburg.

Rolf-Göran Bengtsson, född 2 juni 1962 i Södra Sandby i dåvarande Malmöhus län, är en svensk ryttare bosatt i Itzehoe i Schleswig-Holstein i Tyskland. Han har vunnit två OS-medaljer och fem EM-medaljer (varav två guld) under karriären som tävlingsryttare. Han tävlade för Flyinge ryttarförening fram till 2016 därefter har han tävlat för Flyinge hästsportklubb.

## Biografi
Bengtsson växte på en gård i Sularp, Södra Sandby. Vid tio års ålder började han tävla med en A-ponny som han själv hade varit med att rida in. Med D-ponny Partner startade  Bengtsson i alla discipliner i SM, med resultatet två SM-guld i fälttävlan (ponny-SM 1977 och 1979). Efter att ha startat i Svenska mästerskapen i fälttävlan som junior har Bengtsson koncentrerat sig på hoppning. Bengtsson är utbildad mekaniker och jobbade som det samtidigt som han red hästar efter arbetet. 1988 tog han silver vid svenska mästerskapen i hoppning 1988 inomhus i Enköping på hästen Balett. Bengtsson tog 1996 sin första Grand Prix-seger, i Göteborg på hästen Paradiso. I september 1997 började han jobba som beridare hos Jan Tops försäljningsstall och tävlade då mycket framgångsrikt på stoet Isovas Pialotta. Vid EM 2001 i Arnhem vann  Bengtsson lagsilver och ett individuellt brons på Isovas Pialotta. Inför Ryttar-VM 2002 såldes Isovas Pialotta och  Bengtsson stod utan mästerskapshäst. Strax efter detta lämnade  Bengtsson anställningen hos Tops och startade 2003 en egen verksamhet tillsammans med den danske ryttaren Bo Kristoffersen i Tyskland. 2004 var ett blandat år för Bengtsson. Misslyckade tävlingar mixades med framgångar som GP-segern i Cannes och lagsilvret vid OS i Aten med hästen Mac Kinley. En olycka höll honom borta från ridningen en kortare tid.
Bengtsson vann silvermedalj i den individuella hoppningen under Olympiska sommarspelen 2008 i Peking, Kina, med hästen Ninja La Silla, efter en dramatisk omhoppning mot kanadensaren Eric Lamaze. Detta var Sveriges första individuella medalj i hästhoppning sedan 1932. Både 2001, 2008 och 2011 tilldelades han även Sydsvenska Dagbladets pris Skånebragden.
18 september 2011 vann Bengtsson sitt och Sveriges första EM-guld i hoppning, i tävlingar i Madrid. Han hoppade även då på Ninja La Silla, då äldst under EM-hoppningarna med sina 16 år. Bengtsson belönades med Jerringpriset 2011 för sina insatser under året med den hitintills största segermarginalen (44,6 % av rösterna).
Vid Olympiska sommarspelen 2012 i London deltog  Bengtsson tillsammans med Casall. Vid invigningen var han fanbärare för den svenska truppen. I lagtävlingen slutade han tillsammans med laget på en sjätte plats. Under veterinärbesiktningen före den första finalrundan upptäcktes att Bengtssons häst Casall hade ådragit sig ett balltramp under lagtävlingen, på grund av detta valde Bengtsson att på egen begäran utgå från tävlingen.
Bengtsson deltog i Ryttar-VM 2014 i Normandie tillsammans med Casall. I lagtävlingen i hoppning ledde han laget till en sjätte plats vilket kvalificerade ett svenskt lag till Olympiska sommarspelen 2016 i Rio de Janeiro. I den individuella tävlingen gick han till den slutliga finalen där de fyra ryttarna rider varandras hästar och slutade på en fjärde plats.

## Meriter
Bengtsson har deltagit i OS sju gånger, 1996, 2004, 2008, 2012, 2016, 2021 och 2024.
- 1994: 7:a EM (lag)
- 1996: 10:a OS (lag)
- 1999: 6:a EM (lag)
- 2001: 2:a EM (lag), 3:a EM (individuellt)
- 2004: 8:a OS (individuellt), 2:a OS (lag)
- 2007: 5:a EM (individuellt)
- 2008: 2:a OS (individuellt)
- 2010: 6:a VM (individuellt)
- 2011: 1:a EM (individuellt)
- 2013: 3:a EM (lag), 4:a EM (individuellt)
- 2014: 4:a VM (individuellt), 6:a VM (lag)
- 2023: 1:a EM (lag)

### Utmärkelser
- Hans Majestät Konungens medalj av 5:e storleken i högblått band,  2022[9]

[Redigera Wikidata]

## Topphästar
- Unita Ask (Sto född 2004) Brun Holsteinare, e:Corrado I u:Magie I ue:Caretino[10]
- Zuccero (Hingst född 2012) Skimmel Holsteinare, e:Zirocco Blue SF u:Zaresa ue:Caretino[11]

### Tidigare
- Casall Ask (Hingst född 1999) Brun Holsteinare, e:Caretino u:Kira XVII ue:Lavall I[12]
- Ninja La Silla (Valack född 1995) Brun Holländskt varmblod, e:Guidam u:Olympica ue:Lys de Darmen[13]
- Mac Kinley (Hingst född 1994) Brun Holländskt varmblod, e:Goodwill u:Irisinaa ue:Nimmerdor[14]
- Isovlas Pialotta (Sto född 1991) Brun Westfalisk häst, e:Pilot u:Akazie ue:Akitos xx[15]

## Priser och utmärkelser
- H. M. Konungens medalj i guld för förtjänster om svensk idrott (Kon:sGM5, 2022) framstående insatser inom hästhoppning[16]